# Alexandre Abramov
Pour les articles homonymes, voir Abramov.
Alexandre Konstantinovitch Abramov (en russe : Александр Константинович Абрамов), né le 28 août 1836 et mort le 25 octobre 1886 à Simféropol, est un général russe qui participa aux campagnes de l'Empire russe en Asie centrale (Turkestan russe).

## Biographie
Abramov descend d'une famille de la noblesse du gouvernement de Novgorod et reçoit sa formation du régiment de la noblesse avant de devenir sous-lieutenant d'artillerie. En 1858, il est affecté dans un régiment de Sibérie et en 1862 en Asie centrale. Il prend part à la prise, cette même année, de la forteresse du khanat de Kokand située à Bichkek (nommée alors Pichpek) où il est sérieusement blessé à la tête. C'est de cette époque qu'il prend l'habitude de se couvrir une partie du front et du crâne d'un petit couvre-chef de cuir. Il reçoit l'ordre de Sainte-Anne de 4e classe, le 5 juin 1864, ainsi que l'ordre de Saint-Stanislas de 3e classe, pour sa participation aux combats de la prise de la forteresse d'Aoulié-ata. Cette même année après la prise de la forteresse de Tchimkent, l'ordre de Sainte-Anne de 3e classe lui est décerné et il est élevé au grade de lieutenant-capitaine (Stabskapitän).
Début de juin 1865, il participe au siège de la forteresse de Tchinaz du khanat de Kokand, sous les ordres du général Tcherniaïev. La forteresse est située sur la rive gauche du Syr-Daria, et ainsi les troupes ennemies ne peuvent plus traverser le fleuve. Après cette opération, il reçoit le grade de capitaine.
Par la suite débute le siège de Tachkent pendant le mois de juin, toujours sous les ordres de Tcherniaïev. La ville est finalement prise presque sans pertes de vies humaines et une pluie de décorations est déversée par les autorités militaires sur ses participants. Abramov, qui avait commandé une première colonne de combat qui fut la première à entrer dans cette ville piteusement défendue, reçoit quant à lui l'Ordre de Saint-Georges de 4e classe.
Au début de l'année 1866, le général Tcherniaïev est remplacé par le général Romanovski qui débute l'affrontement contre l'émirat de Boukhara. Le capitaine Abramov dirige à la bataille d'Irdjar les actions du flanc gauche des troupes russes ; grâce au succès des opérations, il est élevé au grade de lieutenant-colonel et il est décoré de l'ordre de Saint-Vladimir avec épées et ruban. Après le siège victorieux de Khodjent, il est décoré de l'ordre de Saint-Stanislas de 2e classe.
C'est alors qu'est organisé le nouveau gouvernement du Turkestan de l'Empire russe. Abramov rencontre le futur gouverneur-général du Turkestan, le général von Kaufmann, qui n'est encore que le commandant de Djizak. Abramov n'avait pas pris part à l'opération contre Djizak, car il était resté pour couvrir le convoi. Pendant cette période intermédiaire, lorsque Romanovski était déjà parti et que Kaufmann n'était pas encore arrivé à Tachkent, c'est le général von Manteuffel qui gouvernait la région. Celle-ci ne connaît aucun combat particulier pendant cette période, sauf la destruction du fort de Yany-Kourgan (pris par les Russes en 1861), plus au nord, qui est menée par Abramov de sa propre autorité. Celui-ci avait motivé cette opération car ce petit fort, devenu sans grand intérêt stratégique, était souvent l'objet d'attaques de brigands. Cette destruction provoque la colère de Kryjanovski, formellement gouverneur d'Orenbourg, qui écrit aux autorités à Saint-Pétersbourg qu'Abramov n'en fait qu'à sa tête et va continuer de le faire. Les historiens militaires russes de l'époque (au premier rang desquels Terentiev) remarquent tous que les officiers avaient une grande indépendance pour monter des opérations de leur choix et que bien souvent les officiers supérieurs étaient soit dépassés, soit laissaient faire, devant l'immensité de la tâche. Des protestations de partisans d'un ordre meilleur, telles que celles de Kryjanovski, étaient le plus souvent vaines.
Kryjanovski voyait juste car, au printemps 1868, le colonel Abramov combat à Tchapan-ata, ce qui ouvre la voie à la prise de Samarcande. Il s'empare aussi de la petite citadelle d'Ourgout, presque indépendante de l'émirat de Boukhara. Abramov est ensuite victorieux à l'issue d'une bataille décisive qui se déroule à Zeraboulak. Le colonel Abramov est élevé au grade de général-major cette même année. Après la conclusion du traité de paix avec l'émir de Boukhara (qui accepte le protectorat de la Russie), le général Abramov est nommé à la tête de l'okroug du Zeravchan.
la fin de l'année 1868 est marquée par l'affrontement de l'émir de Boukhara et de son propre fils aîné, le prince Katty-Türa. Abramov prend donc la défense de l'émir et mate en octobre la révolte de Karchi qui se soumet peu à peu à l'émir, ce pour quoi il reçoit l'épée d'or avec mention « pour bravoure ». Il soumet aussi en 1870 Chaar et Kitab, jusqu'alors à demi indépendantes, qui faisait partie du gouvernorat de Chakhrisabz. L'ordre de Saint-Stanislas de 1re classe avec épées lui est décerné pour cela, ainsi que l'ordre de Saint-Georges de 3e classe. Des seigneurs (« beks ») rebelles sont exilés, comme Djourabek et Bababek, et leurs villes données à l'émir.
À l'été 1870, le général Abramov se voit confier la mission d'une expédition de reconnaissance dans les hauteurs du Zeravchan et vers le lac Iskander-Koul, ce qui lui permet de réunir des villages ou petites villes de beks indépendants au nouvel okroug du Zeravchan. Cette mission a également comme résultat d'intéressantes découvertes scientifiques (géographiques, géologiques ou botaniques). Il reçoit après un combat dans les montagnes du Koulikan (le 29 juin 1871) l'ordre de Sainte-Anne de 1re classe, ainsi que l'ordre de Saint-Vladimir de 2e classe avec épées, après ses opérations du haut-Zeravchan. Il est nommé commandant de l'oblast de Ferghana en mars 1877, alors que le Turkestan (Asie centrale russe) est pacifié. Il est élevé au grade de général-lieutenant, le 19 février 1879 ; puis nommé commandant de la IVe division d'infanterie en 1883. Il est versé à la commission d'organisation du gouvernement administratif du Turkestan et ne commande plus sur le terrain. En remerciement de ses services, un grand voyage d'un an lui est offert pour aller se soigner dans des villes d'eau de l'étranger. À son retour au printemps 1886, il est nommé commandant de la XIIIe division d'infanterie.
Il meurt à Simféropol, où il se soignait[pourquoi ?], le 25 octobre 1886 à l'âge de cinquante ans.
Le général Abramov était membre de la Société impériale de géographie depuis 1870. Son nom a été donné à un glacier qui se trouve sur les pentes sud des monts Alaï d'où la rivière Koksou (affluent du Kyzylsou) prend sa source.

## Source
- (ru) Cet article est partiellement ou en totalité issu de l’article de Wikipédia en russe intitulé « Абрамов, Александр Константинович » (voir la liste des auteurs).